# Кинг-Тенисон, Генри Ньюкомен, 8-й граф Кингстон
Подполковник Генри Эрнест Ньюкомен Кинг-Тенисон, 8-й граф Кингстон (англ. Henry Ernest Newcomen King-Tenison, 8th Earl of Kingston; 31 июля 1848 — 13 января 1896) — ирландский пэр, политик и консервативный политик.

## Происхождение
Родился 31 июля 1848 года. Второй (младший) сын Роберта Кинга, 2-го виконта Лортона и 6-го графа Кингстона (1804—1869), и его жены Энн Гор-Бут (? — 1883), дочери сэра Роберта Ньюкомена Гор-Бута, 3-го баронета.
Лорд Кингстон, который к середине 1830-х годов перенес инсульт и последствия пьянства и находился «почти полностью под влиянием своей жены», чей «богатый образ жизни» не нравился его отцу, виконту Лортону, публично отрекся от ребенка, так как с 1846 года его жена была любовницей «сомнительного и неплатежеспособного французского дворянина» виконта Эрнеста Валентина де Сатже Сен-Жана. Попытка лорда Кингстона подать в суд на развод в 1850 году провалилась из-за его собственной внебрачной связи с их няней Джули Имхофф. «Легитимность Генри Кинга была подтверждена (поскольку ее нельзя было опровергнуть) в суде по наследству в Дублине в 1870 году», что означает, что он унаследовал титул графа Кингстона в 1871 году после смерти своего старшего брата, 7-го графа Кингстона.
Генри Кинг получил образование в школе Рагби в графстве Уорикшир.

## Карьера
Генри Кинг-Тенисон служил в 5-м батальоне рейнджеров Коннахта, дослужившись до звания подполковника. С 1887 по 1896 год он был ирландским пэром-представителем в Палате лордов Великобритании, а с 1888 по 1896 год занимал должность лорда-лейтенанта графства Роскоммон.
Филателист, он выставил свою коллекцию почтовых марок Великобритании на Лондонской филателистической выставке 1890 года, за что был награжден золотой медалью. С 1892 по 1896 год он занимал пост президента Филателистического общества Лондона.

## Личная жизнь
23 января 1872 года в Сент-Джеймс, Вестминстер, Генри Кинг женился на Флоренс Маргарет Кристине Кинг-Тенисон (9 июля 1845 — 18 октября 1907), дочери подполковника Эдварда Кинг-Тенисона и леди Луиза Мэри Энн Энсон. Фрэнсис была троюродной сестрой его отца, оба происходили от Эдварда Кинга, 1-го графа Кингстона. После свадьбы его имя было изменено на Генри Ньюкомен Кинг-Тенисон по королевской лицензии 10 марта 1883 года. Пара жила в замке Килронан, который он значительно расширил в 1880-х годах.
У лорда и леди Кингстон было четверо детей:
- Эдвард Кинг, виконт Кингсборо (9 июня 1873 — 21 июня 1873)
- Генри Эдвин Кинг-Тенисон, 9-й граф Кингстон (19 сентября 1874 — 11 января 1946), второй сын и преемник отца.
- Достопочтенный Эдмунд Кинг (7 апреля 1876 — 7 апреля 1876)
- Леди Эдит Шарлотта Харриетт Кинг-Тенисон (7 октября 1878 — 20 апреля 1958). В 1907 году она вышла замуж за полковника Джорджа Айвора Патрика Поэра О’Ши.

Лорд Кинг-Тенисон скончался в Каире в возрасте 47 лет. Ему наследовал его второй сын Генри Эдвин Кинг-Тенисон.